# Mwanga (Mkalama)
Mwanga ist ein ländlicher Verwaltungsbezirk (englisch Ward) des Distrikts Mkalama in der tansanischen Region Singida.

## Geografie
Mwanga ist ein Bezirk im nördlichen Zentralteil von Tansania etwa 65 Kilometer Luftlinie nördlich der Regionshauptstadt Singida. Bei der Volkszählung 2022 lebten 22.773 Menschen in 4151 Haushalten auf einer Fläche von 173 Quadratkilometern.
Der Bezirk grenzt im Osten an die Region Manyara und sonst an Bezirke des Distrikts Mkalama:
| Nkinto    | Mwangeza                                    |         |
| Nkalakala | Kompassrose, die auf Nachbargemeinden zeigt | Manyara |
| Nduguti   | Ilunda                                      |         |

## Gliederung
Der Bezirk besteht aus fünf Gemeinden (swahili Mtaa) mit 18 Orten (Kitongoji):
| Mwanga - Ufunuo - Majengo Mpya - Shuleni - Singida | Msiu - Uhuru - Mlangali - Mbelete - Kigono | Kidarafa - Halos A - Halos B - Muguzi A - Muguzi B | Msisai - Msisai A - Msisai B - Kidarafa A - Kidarafa B | Kidigida - Kidigida - Mpaligogo |

## Infrastruktur
- Bildung: Die Selenge Secondary School ist eine staatliche weiterführende Tagesschule mit einer Ausbildung bis zur 4. Stufe.[7]
- Gesundheit: In den Gemeinden Msiu und Kidarafa gibt es je eine staatliche Apotheke.[8][9]